# Amphioplus aurensis
Amphioplus aurensis is een slangster uit de familie Amphiuridae.
De wetenschappelijke naam van de soort werd in 1955 gepubliceerd door Ailsa McGown Clark.